# Kościół św. Franciszka z Asyżu w Montevideo
Kościół św. Franciszka z Asyżu w Montevideo (hiszp. Iglesia de San Francisco de Asís de Montevideo) – rzymskokatolicki kościół parafialny w Montevideo w centrum miasta na Ciudad Vieja przy skrzyżowaniu ulic Cerrito i Solís.
Projekt kościoła był efektem pierwszego publicznego konkursu architektonicznego w Urugwaju ogłoszonego w 1864 roku. Autorem zwycięskiego projektu był Victor Rabu, który wzorował się na bazylice św. Saturnina w Tuluzie. Kościół został otworzony w 1870 roku.
Kościół wybudowano w stylu neoromanizmu. Ma on trzy nawy, transept i półkolistą apsydę.
W 1975 roku kościół św. Franciszka został uznany za narodowy zabytek historyczny (Monumento Histórico Nacional).